# NGC 5428
NGC 5428 — двойная звезда в созвездии Дева.
Этот объект входит в число перечисленных в оригинальной редакции «Нового общего каталога».